# Schulau (Gemeinde Schwarzenbach)
Die Schulau ist ein Ortsteil der Marktgemeinde Schwarzenbach im Bezirk Wiener Neustadt-Land in Niederösterreich.

## Geografie
Schulau liegt in der Schulau, einem sehr sumpfigen Seitental des Schwarzenbachtals, im südlichen Rosaliengebirge (Industrieviertel), nördlich des Markts Schwarzenbach. Heute ist Schulau schon weitgehend mit der Schwarzenbach verwachsen.
Nachbarorte:
| Hochegg                      |                                             | Schölderl |
| Schwarzenbach-Föhrensiedlung | Kompassrose, die auf Nachbargemeinden zeigt |           |
|                              | Schwarzenbach-Markt                         | Trift     |

## Geschichte

### Ortsname
Der Name des Schwarzenbacher Ortsteils Schulau steht wahrscheinlich im Zusammenhang mit der Schwarzenbacher Volksschule. Man nannte die Schulau früher auch Sumpfau oder Kohlenau. Seit im Ort direkt am Taleingang in die Schulau die Schwarzenbacher Volksschule errichtet wurde, spricht man von der Au hinter der Schule.

## Bergbau
In der Schulau wurde früher unter Tage Steinkohle abgebaut. Die Strecken liegen tief unter dem Königsbichl und reichten wahrscheinlich auch unter das Schölderl.

### Historische Landkarten

Schwarzenbach und seine Rotten (Aufnahmeblätter der Josephinischen Landesaufnahme und der Franzisco-Josephinischen Landesaufnahme)
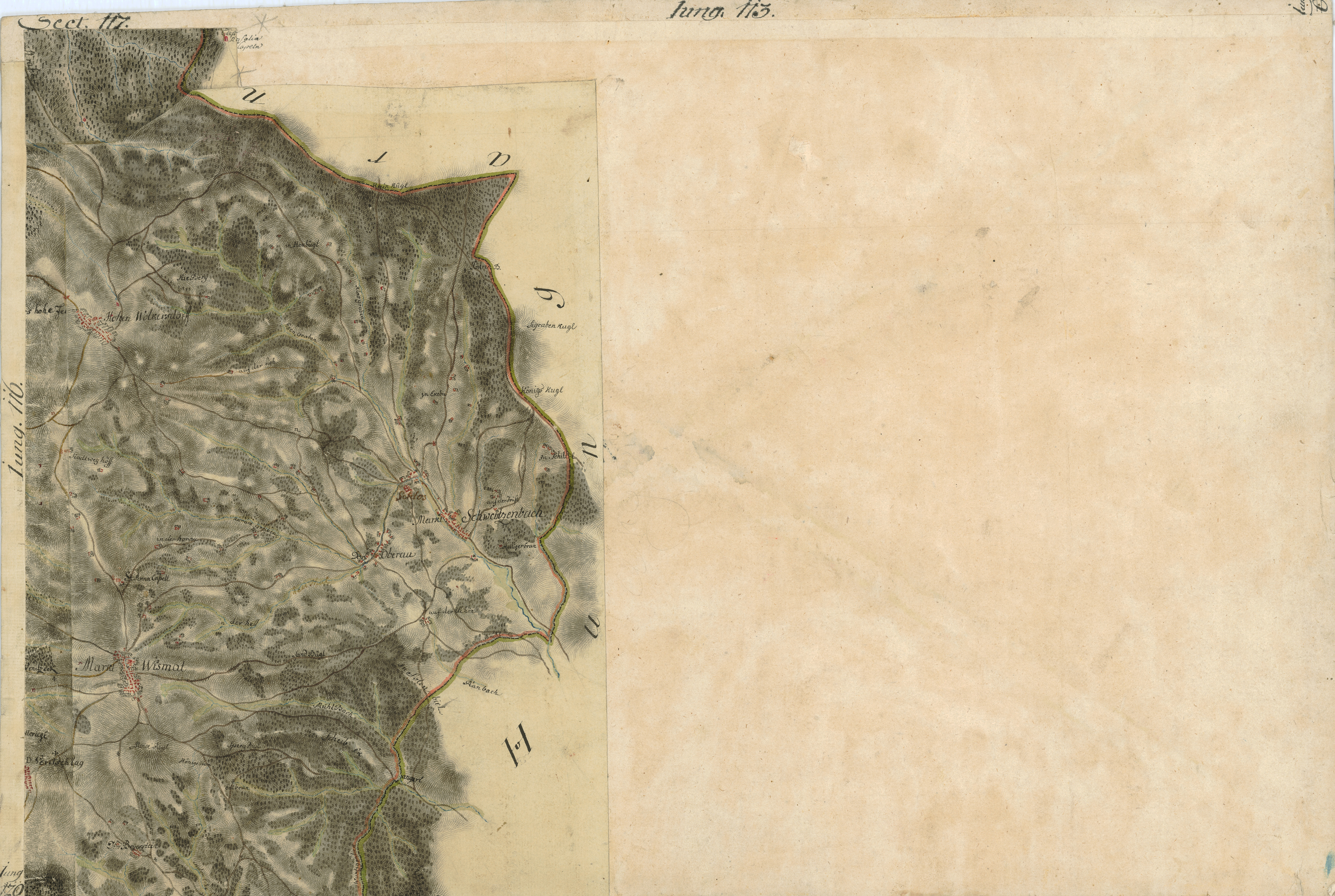
Um 1780: Schwarzenbach (Schulau noch keine Siedlung), auf der Karte der Josephinische Landesaufnahme an der kgl. Ungarischen Grenze
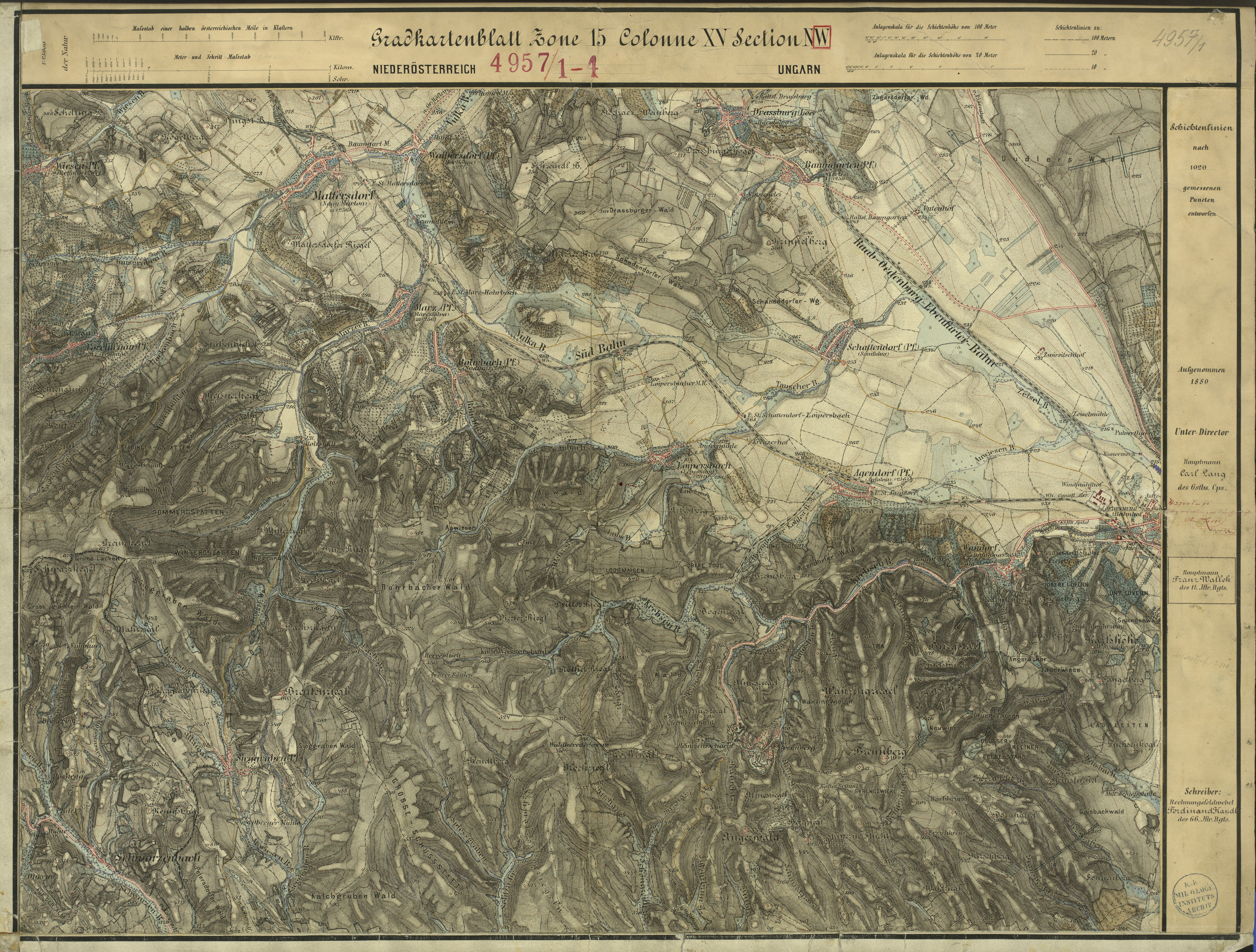
1880: Markt Schwarzenbach (ganz links unten, Schulau noch keine Siedlung, Schulaubach = Rosswasser) und der östlichen Umgebung